# والتر باتون
والتر باتون (بالإنجليزية: Walter Paton)‏ هو محام بالقضاء العالي ولاعب كرة قدم بريطاني (وحمل سابقاً جنسية المملكة المتحدة لبريطانيا العظمى وأيرلندا) في مركز الهجوم، ولد في 19 أبريل 1853 في وستمنستر في المملكة المتحدة، وتوفي في 11 فبراير 1937. لعب مع Oxford University A.F.C. ‏ وWanderers F.C. ‏.